# Mortierella camargensis
Mortierella camargensis är en svampart som beskrevs av W. Gams & R. Moreau 1960. Mortierella camargensis ingår i släktet Mortierella och familjen Mortierellaceae.   Inga underarter finns listade i Catalogue of Life.